# Devinagar
Devinagar (nepalski: देवीनगर) – gaun wikas samiti w zachodniej części Nepalu w strefie Lumbini w dystrykcie Palpa. Według nepalskiego spisu powszechnego z 2001 roku liczył on 599 gospodarstw domowych i 3498 mieszkańców (1880 kobiet i 1618 mężczyzn).